# 리썰 웨폰 2
《리썰 웨폰 2》(영어: Lethal Weapon 2)는 1989년 개봉한 미국의 영화이다.

## 줄거리
전편의 사건 2년 후, LA 경찰국의 마틴 릭스 경사와 로저 머토 경사는 마약 밀매 용의자를 추적하지만, 그들이 남아프리카 공화국의 아파르트헤이트 정부가 발행한 크루거랜드 동전 형태의 불법 금 운송품을 운반하고 있었다는 사실을 알게 된다. 나중에 총영사 아르옌 러드와 보안 요원 피터 포어스테트가 크루거랜드 운송품을 잃은 자신들의 부하 한스를 살해하고, 경찰의 수사를 자신들의 활동에서 멀어지게 할 방법을 논의한다. 피터는 머토에게 수사를 중단하라고 경고하고 그의 집에 침입하여, 머피 서장이 릭스와 머토에게 불쾌한 연방 증인 레오 게츠를 보호하도록 재배치한다.
곧 두 사건이 관련되어 있음이 분명해진다. 레오의 생명을 노린 시도 후, 릭스와 머토는 레오가 복수심에 불타는 마약 밀수업자들을 위해 자금을 세탁했던 불투명한 과거를 알게 된다. 레오는 그들에게 돈세탁이 어떻게 이루어지는지에 대한 정보를 제공하고 갱단에게 그들을 이끈다. 그러나 레오를 살해하려던 자를 처치하고 지원군과 함께 돌아왔을 때, 그들은 러드와 마주하게 되고, 러드는 자신의 "동료들"을 대신하여 외교특권을 발동하여 LA 경찰국이 그들에 대해 조치를 취할 수 없게 만든다.
사건을 내버려두라는 지시를 받았지만, 릭스는 러드를 공개적으로 괴롭히기 시작하고 그의 비서이자 자신의 상사와 인종 차별 철학을 혐오하는 자유주의 성향의 아프리카너인 리카 판 덴 하스와 로맨스를 시작한다. 머토는 레오의 도움을 받아 영사관 앞에서 반아파르트헤이트 시위자들의 지지를 얻는 장면을 연출한다. 포어스테트는 그들을 수사하는 모든 경찰관을 살해하기 위해 파견되고, 머토는 러드가 자신의 밀수 조직 자금을 미국에서 로스앤젤레스 항구를 통해 케이프타운으로 운송하려 한다는 것을 추론한다. 두 명의 암살자가 머토의 집을 공격하지만, 그는 계약자의 네일건으로 둘 다 죽인다. 그러나 레오는 이 과정에서 납치된다.
한편, 포어스테트는 판 덴 하스의 아파트에서 릭스를 붙잡고 몇 년 전 릭스를 암살하려다 실패한 시도 중에 릭스의 아내를 죽인 것이 자신이라고 밝힌다. 그는 부하들에게 리카를 익사시키고 릭스에게도 같은 짓을 하라고 명령한다. 릭스는 탈출하여 두 남자를 잔인하게 죽인다. 그는 머토에게 전화하여 러드를 추적하고 아내 리카와 죽은 친구들의 복수를 할 것이라고 선언한다. 머토는 기꺼이 배지를 포기하고 파트너를 돕는다. 레오를 구하고 러드의 집을 파괴한 후, 그들은 로스앤젤레스 항구에 정박한 러드의 화물선인 알바 바르덴호로 향한다. 남아프리카인들은 수억 달러의 마약 자금을 가지고 도주를 준비한다.
부두에서 경비가 삼엄한 화물 컨테이너를 조사하던 중, 릭스와 머토는 러드의 돈세탁된 마약 자금을 발견하지만, 러드의 부하들에 의해 안에 갇힌다. 그들은 탈출하면서 두 팔레트의 돈을 항구에 흩뿌린다. 릭스와 머토는 알바 바르덴호에서 러드의 부하들과 총격전을 벌인 후 러드를 추적하기 위해 헤어진다. 릭스는 포어스테트와 격투를 벌이고, 자신의 칼로 그를 찌르고 컨테이너를 그 위에 떨어뜨린다. 러드는 릭스의 등에 여러 발을 쏘며 보복하고, 머토가 그에게 총을 겨누자 다시 외교특권을 발동한다. 머토는 그를 치명적으로 쏘면서 그의 면책 특권이 "방금 취소되었다"고 선언한다. 머토는 릭스를 돌보고, 더 많은 LA 경찰국 인력이 현장에 도착하자 그들은 함께 웃는다.

## 출연

### 주연
- 멜 깁슨 : 마틴 릭스 역
- 대니 글로버 : 로저 머터프 역

### 조연
- 조 페시 : 리오 게츠 역
- 조스 아클랜드 : 러드 역
- 데릭 오코너 : 아돌프 보르스테트 역
- 팻시 켄싯 : 리카 역

### 단역
- 달린 러브 : 트리시 역
- 트레이시 울피 : 리안느 역
- 마크 롤스톤 : 한스 역
- 스티브 카핸 : 에드 머피 반장 역
- 제넷 골드스타인 : 매건 샤피로 경관 역
- 네스터 세라노 : 에디 에스테반 역
- 딘 노리스 : 딘 카바노 역
- 쥬니 스미스 : 톰 와일러 역
- 필립 서리아노 : 조셉 라구치 역
- 그랜드 L. 버쉬 : 제리 콜린스 역
- 토니 카레이로 : 마르셀리 역
- 데이먼 힌스 : 닉 머터프 역
- 에보니 스미스 : 캐리 머터프 역
- 알란 딘 무어 : 조지 역
- 잭 맥기 : 카펜터 역
- 폴 투에프 : 암살자 역
- 토미 힝클리 : 경찰 2 역
- 제임스 올리버 : 모스 경관 역
- 짐 핍독 : 영사 역
- 케네스 타이거 : 베커 - 폭탄 처리반 반장 역
- 에드워드 J. 로젠 : 풀사이드 카드 플레이어 역
- 대니 와이넌즈 : 암살자 역
- 팻 스키퍼 : 암살자 역
- 로버트 폴 : 영사관 경비 역
- 메리 엘렌 트레이너 : 경찰 정신과 의사 역
- 마리안 콜리어 : 풀사이드 카드 플레이어 역
- 셔먼 하워드 : 암살자 역
- 제이 델라 : 풀사이드 카드 플레이어 역
- 패트릭 카메론 : 폭탄 처리반 경찰 3 역
- 신시아 버 : 혼다 소유주 역
- 짐 버지 : 폭탄 처리반 경찰 2 역
- 놈 윌슨 : 경찰 역
- 데이비드 마르시아노 : 경찰 1 역

## 한국판 성우진 (MBC, 1992년 4월 11일)
- 양지운 - 마틴 릭스(멜 깁슨)
- 김기현 - 로저 머터프(대니 글로버)
- 이도련 - 리오 겟츠(조 페시)
- 노민 - 아르젠 러드(조스 아클랜드)
- 정승현 - 피터(데릭 오코너)
- 박소현 - 리카(팻시 켄싯)
- 김용식 - 머피 과장(스티브 카핸)
- 전국근 - 폭발물 처리반 대장(케네스 티거)
- 홍승옥 - 우드 박사(메리 엘렌 트레이너)
- 김명수 - 한스(마크 롤스턴)
- 이성 - 팀(딘 노리스)
- 탁재인 - 와이드(주니 스미스)
- 박기량 - 닉(데이몬 하인스)
- 손원일 - 조지(앨런 딘 무어)

## 기타
- 원조: 셰인 블랙
- 공동제작: 스티브 페리
- 공동제작: 제니 류 터전드
- 미술: J. 마이클 리버
- 배역: 마리언 더펄티
- 배역: 게일 레빈